# والت بارنس
 والت بارنس (به انگلیسی: Walt Barnes) (زاده ۲۶ ژانویهٔ ۱۹۱۸-درگذشته ۶ ژانویهٔ ۱۹۹۸) بازیگر آمریکایی بود.
از فیلم‌های معروف او می‌توان به بازی در در میان کرکسها ، دوئل در غروب آفتاب اشاره کرد.